# Метелла, Мехди
Мехди Метелла (фр. Mehdy Metella; род. 17 июля 1992, Кайенна) — французский пловец, специализирующийся в плавании баттерфляем и кролем. Чемпион мира 2015 года в эстафете 4×100 м вольным стилем.

## Биография
Родился в городе Кайенна, Франция. Впервые стал известен после чемпионата Европы по водным видам спорта 2012 года в Дебрецене. Плыл на дистанции 100 метров баттерфляем. В первом раунде, проплыв за 53,47 секунды, занял 18 место и не вышел в полуфинал.
Участник чемпионата мира по водным видам спорта 2013 года в Барселоне. Плыл на дистанции 100 метров баттерфляем. В первом раунде, проплыв за 53,77 секунды, занял 30 место и закончил выступления.
Участник чемпионат Европы по водным видам спорта 2014 года в Берлине. Плыл в эстафете кролем 4×100 метров, где завоевал золото, в комбинированной эстафете 4×100 метров, где завоевал серебро и на дистанции 100 метров баттерфляем. На дистанции 100 метров в первом раунде, проплыв за 52,79 секунды, занял 13 место и вышел в полуфинал. В полуфинале, проплыв за 52,20 секунды, занял 9 место и закончил выступления.
Участник чемпионата мира по водным видам спорта 2015 года в Казани. Плыл в эстафете кролем 4×100 метров, где французы взяли золото, в комбинированной эстафете 4×100 метров, где французы взяли бронзу и на дистанции 100 метров баттерфляй. На дистанции 100 метров в первом раунде, проплыв за 52,07 секунды, занял 13 место и вышел в полуфинал. В полуфинале, проплыв за 51,39 секунду, занял 6 место и вышел в финал. В финале проплыл за 51,24 секунду, таким образом занял 5 место.